# Aplidium cellis
Aplidium cellis är en sjöpungsart som beskrevs av Monniot 1987. Aplidium cellis ingår i släktet Aplidium och familjen klumpsjöpungar. Inga underarter finns listade i Catalogue of Life.